# Kateřina Březinová
Kateřina Březinová (* 1. března 1972 Praha) je česká herečka, rozhlasová moderátorka a dabingová režisérka.
Kateřina Březinová je absolventkou hudebně-dramatického oboru Státní konzervatoře v Praze. Po studiích působila v Městském divadle v Mostě a Jihočeském divadle v Českých Budějovicích.
Přes deset let je členkou pražského Divadla Na Prádle. Hrála například Julii v Romeovi a Julii, Rosalindu v Jak se Vám líbí, Helenu ve Snu noci Svatojánské, Lízu Curryovou v Nashově Obchodníkovi s deštěm, další rolí byla Gita Mosca v Gibsonově inscenaci Dva na houpačce, Beth v inscenaci Večeře s přáteli (Donald Margulies) a Motema – „žena, jejíž jméno je symbolem lásky, a děvčátko, které je v márnici jako doma“ – v inscenaci Bajka o lásce, pekle a márnici (Caya Makhélé). Spolupracovala například s režiséry Janem Kačerem, Jakubem Korčákem, Miroslavem Krobotem a Jiřím Menzelem. Působí v pražském Divadle Kolowrat.
Pro Českou televizi natočila řadu inscenací a televizních filmů včetně pohádek. Je dabingovou herečkou a režisérkou.
Spolupracuje s Českým rozhlasem – je spolu s Petrem Sobotkou průvodcem vědecko-populárního pořadu Meteor, jehož je P. Sobotka od roku 2014 autorem. „Hlasem Meteoru“ se stala v roce 2008, kdy autorem a mužským hlasem byl Marek Janáč.

## Televizní tvorba
- Zločin v Polné 2016
- Šejk 2009
- Dítě hvězdy 2007
- Škodná 2006
- Všichni musí zemřít 2005
- 3 plus 1 s Miroslavem Donutilem 2005
- Hodný chlapec 2004
- Kouzelný přítel 2004
- Vražda kočky domácí 2004
- Společník 2003
- Černý slzy 2002
- Počkej, až zhasnu 2002
- Poslání s podrazem 2002
- Zázračné meče 2001
- Zvonící meče 2000
- Zkřížené meče 1998
- Ptačí král 1997